# 善久寺 (足立区)
善久寺（ぜんきゅうじ）は、東京都足立区にある浄土真宗本願寺派の寺院。

## 歴史
1617年（元和3年）、了信によって開山された。了信は、三河国額田郡岡崎郷（現・愛知県岡崎市）の善宗寺の寺族であり、徳川家康の江戸開府とともに江戸に移転した。そして本山の西本願寺が浜町御坊（後の築地本願寺）を建立すると、浜町御坊の寺中に入った。その際に、了信は善宗寺とは別に寺を興した。これが当寺の起源である。その後昭和初期までは、築地本願寺とともに歴史を歩んだ。
1923年（大正12年）の関東大震災で焼失し、1927年（昭和2年）に築地本願寺から分かれて現在地に移転した。ちなみに善宗寺は世田谷区上野毛に移転している。
墓地には、蘭方医の南小柿甫祐の墓がある。

## 交通アクセス
- 竹ノ塚駅より徒歩17分（経路案内）。